# Сканделуца (Асти)
Сканделуца је насеље у Италији у округу Асти, региону Пијемонт.
Према процени из 2011. у насељу је живело 156 становника. Насеље се налази на надморској висини од 265 м.